# والری پتیفورد
والری پتیفورد (انگلیسی: Valarie Pettiford؛ زادهٔ ۸ ژوئیهٔ ۱۹۶۰) بازیگر و هنرمند رقص اهل ایالات متحده آمریکا است.
از فیلم‌ها یا مجموعه‌های تلویزیونی که وی در آن‌ها نقش داشته است، می‌توان به جادوگر و ستاره‌هایی در فیلم‌های کوتاه اشاره نمود.